# Colonne de la Sainte Trinité de Žatec
La Colonne de la Sainte Trinité est une colonne baroque monumentale située sur la Place de la Liberté à Žatec en Tchéquie, qui fait partie du patrimoine mondial de l'UNESCO. Elle a été construite par le sculpteur František Tollinger de Litoměřice pour protéger la ville des épidémies de peste dans les années 1707-1713.
Il s'agit d'une colonne dite "nuée", un type relativement rare de colonne baroque mariale dans les pays tchèques, où la simple colonne élancée ou obélisque est remplacée par un obélisque relativement massif recouvert de nuages et d'anges stylisés.

## Histoire
La colonne de près de 20 mètres de haut a été construite selon la volonté du pharmacien local Johann Clemens Calderar, qui a légué pour sa construction l'argent récolté lors de la vente de sa pharmacie. La donation est commémorée par des cartouches avec un chronogramme, les armoiries du donateur et un relief représentant l'apothicaire Calderaro et son épouse priant la Vierge Marie. D'autres habitants de Žatec ont également contribué au financement du bâtiment, comme en témoignent les cartouches avec chronogrammes sur les socles des statues de saints sur la balustrade. La colonne a été achevée en 1735 par le sculpteur Žatec Jan Karl Vetter.

## Description
La colonne elle-même est un obélisque triangulaire densément couvert de nuages stylisés, entre lesquels se détachent un grand nombre de têtes d'anges, soutenant la masse nuageuse avec une grande croix de cuivre et la Sainte Trinité dans l'iconographie traditionnelle. La colonne est complétée par une balustrade avec des statues de saints (Jean Népomucène, Charles Borromée, Procope, Antoine de Padoue, Joseph  avec Jésus-Christ, Venceslas, Sigismond et Florian) et deux anges,,.

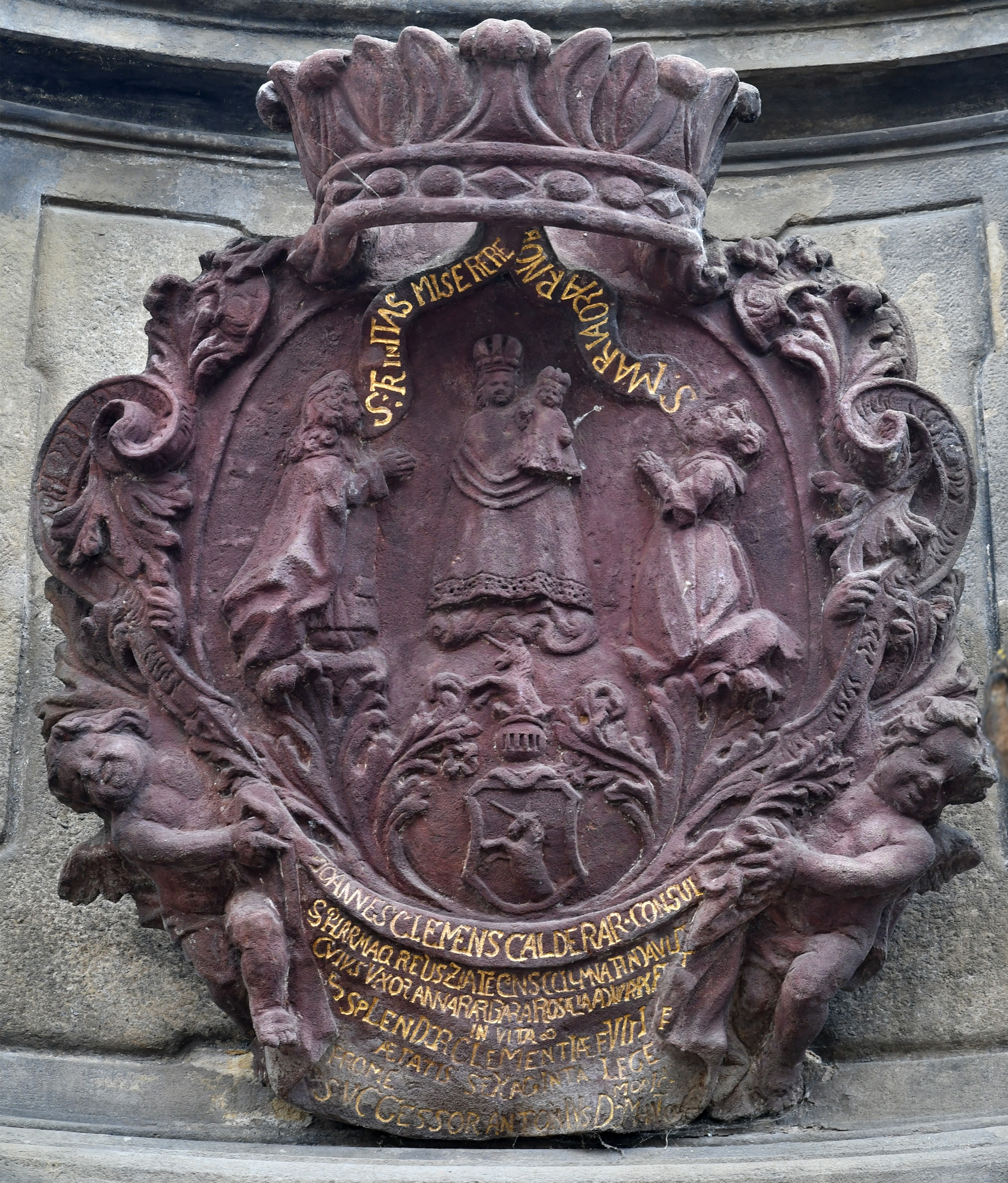
Cartouche du donateur